# ولسوالی خوست (متون)
خوست یکی از ولسوالی‌های ولایت خوست در جنوب خاوری افغانستان است؛ با جمعیت نزدیک به ۱۶۰٬۲۱۴ نفر.

## منبع‌ها
- مشارکت‌کنندگان ویکی‌پدیا. «Khost Province». در دانشنامهٔ ویکی‌پدیای انگلیسی، بازبینی‌شده در ۴ اسفند ۱۳۹۰ خورشیدی.